# Субиз (соус)
Субиз (фр. sauce Soubise) — соус французской кухни на основе бешамеля и обжаренного лука. Кроме классического рецепта существует немало вариантов приготовления соуса: с бульоном, мускатным орехом. Ингредиенты для бешамеля могут быть просто добавлены в уже обжаренный лук.
Субиз подается к жареному мясу, дичи, птице и овощам. Также многие повара предпочитают заправлять им говяжий бульон или подливу.
Изобретение соуса приписывается неизвестному повару, который посвятил его принцу де Субизу (1715—1787), герцогу и маршалу Франции, который интересовался кулинарным искусством своей страны и считался знатоком в этой области. Создание новых блюд и посвящение их аристократам в то время было модным явлением. По другой версии, автором соуса, а также супа с ним, является его супруга, Мария-София де Курсийон. Первые книги, которые упоминают соус, датируются 1830-ми годами, в том числе, это «Искусство кухни» Мари Антуан Карема, кулинарное руководство Огюста Эскофье.